# Zhari (huyện)
Zhari là một huyện thuộc tỉnh Kandahar, Afghanistan. Dân số thời điểm năm 1999 là -49,5 người.